# Frank Pearl
Frank Joseph Pearl González (Bogotá, 1962) es un economista, académico y político colombiano.
Fue Alto Consejero Presidencial para la Reintegración Social y Económica de Personas y Grupos Alzados en Armas, oficina creada por el gobierno de Álvaro Uribe; posteriormente, bajo el mismo gobierno, fue Alto Comisionado Para la Paz. Entre septiembre de 2011 y septiembre de 2012 se desempeñó como ministro de Ambiente y Desarrollo Sostenible. Fue parte del equipo negociador del gobierno que logró el Acuerdo de paz entre el gobierno colombiano y las FARC-EP, en el gobierno de Juan Manuel Santos.

## Trayectoria
Pearl es economista de la Universidad de los Andes de Colombia y tiene postgrados en Administración y Derecho de la misma universidad. Tiene una Maestría en Administración de Negocios en Richard Ivey School of Business de Canadá y una en Administración Pública de la Universidad de Harvard.
Buena parte de su trayectoria profesional la ha desarrollado en el sector privado, donde ocupó importantes cargos entre los que se cuentan el de consultor asociado de McKinsey & Co y presidente Valores Bavaria, ocupó este cargo hasta el año 2006.
Paralelo a su trabajo en el sector privado, Pearl se dedicó a temas sociales y comunitarios; en el 2002 fue cofundador y presidente de la Junta Directiva del movimiento ciudadano "¡NO MÁS!", que promovió la protesta pacífica en favor de la paz.
Ha sido profesor en varias universidades como la de los Andes y algunas otras de la antigua Unión Soviética, donde ha dictado cursos para promover la transición hacia el capitalismo.
Empezó su carrera pública el año 2006 cuando fue nombrado en como Alto Consejero Presidencial para la Reintegración y posteriormente Alto Comisionado para la Paz, cargo que desempeñó hasta el 2010. En estos cargos se mostró como claro partidario de los procesos de Justicia y Paz del gobierno Uribe, también en estos cargos hizo parte de la liberación de Pablo Emilio Moncayo, quien se encontraba secuestrado por las FARC-EP.
El 27 de septiembre de 2011 se posesionó ante el presidente Juan Manuel Santos como ministro de Ambiente y Desarrollo Sostenible, luego de la escisión del Ministerio de Ambiente, Vivienda y Desarrollo Territorial. Como Ministro sacó adelante el Plan Nacional de Adaptación al Cambio Climático; el cambio del esquema de compensaciones por daños ambientales; La Política Nacional de Biodiversidad; la norma de ordenamiento de cuencas y estableció resolución que determina que no se podrá hacer ninguna actividad minera en casi todo el territorio amazónico hasta que se haga un ordenamiento ambiental de toda la región. Dejó el Ministerio el 3 de septiembre de 2012 para ocuparse de lleno a los diálogos con las FARC-EP.
Actualmente se desempeña como Negociador del Gobierno Nacional en los diálogos con la guerrilla de las FARC-EP. Fue uno de los plenipotenciarios que firmó el Acuerdo Marco con ese grupo armado al margen de la ley en agosto de 2012.
En junio de 2012 se conoció que Frank Pearl encabezaba la delegación del Gobierno Colombiano para adelantar diálogos exploratorios con la guerrilla del ELN. En marzo de 2016, Frank Pearl anuncia en Caracas, junto a Antonio García, negociador del ELN, el inicio de los diálogos de paz con este grupo subversivo, cuya primera ronda sería en mayo de ese año.